# Convecteur

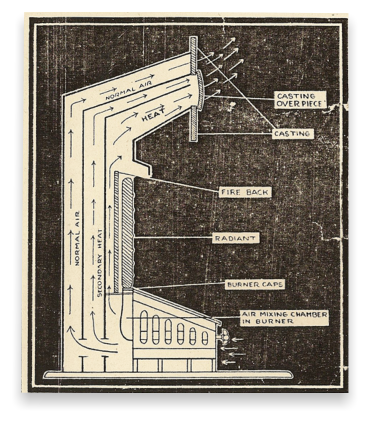
Schéma d'un convecteur (1924).

Le convecteur est un appareil de chauffage utilisant le principe de convection naturelle pour réchauffer l'air.
Sa structure est simple : il s'agit d'un caisson métallique avec une ouverture dans sa partie inférieure et une autre dans sa partie supérieure. Dans le bas de ce caisson se trouve un élément chauffant.
L'air froid entre par le bas, est réchauffé, se dilate et devient moins dense, monte dans le caisson, poussé par l'air froid plus dense, et en ressort par le haut. Ce mouvement s'auto-entretient tant que l'élément chauffant fonctionne.

## Convecteur électrique
Dans ce type d'appareil, c'est une résistance électrique qui chauffe l'air en utilisant l'effet Joule. Elle est généralement munie d'ailettes pour augmenter la surface d'échange thermique.
Le réglage de la puissance est possible en faisant varier le flux électrique au moyen d'un thermostat. Une baisse du débit d'air pourrait conduire à la surchauffe voire à la destruction du convecteur d'où l'instruction « Ne pas couvrir » sur les appareils de chauffage.

## Convecteur à eau chaude
Il existe également des convecteurs fonctionnant à l'eau chaude. En comparaison avec le convecteur électrique décrit ci-dessus, la résistance est remplacée par un tube à ailettes parcouru par le fluide chauffant. Comme pour l'appareil électrique, la convection s'installe dans l'enveloppe (caisson).
Le réglage de la puissance peut se faire de deux façons (l'une n'excluant pas l'autre) :
- par la variation du débit d'air au moyen d'un registre ;
- par la variation du débit du fluide chauffant au moyen d'un robinet adéquat.

## Convecteur à vapeur
Du fait de la grande différence de densité d'air générée par la haute température de la vapeur, les tubes à ailettes font d'excellent convecteurs vapeur/air ne nécessitant pas d'enveloppe extérieure, l'air étant en effet canalisé entre les nombreuses ailettes.

## Convecteur à eau glacée
L'utilisation de l'eau glacée (pour le rafraichissement d'un local par exemple) n'est pas possible puisque la convection ne peut pas s'installer (elle devrait fonctionner de haut en bas).
De plus, la différence de densité entre l'air entrant et sortant ne permet pas d'assurer un débit important.
Néanmoins, l'installation d'un ventilateur, assurant un débit d'air forcé, permet aux ventiloconvecteurs d'assurer cette fonction.
Cependant, le refroidissement de l'air conduit à la production de condensats si l'air descend sous son point de rosée. Il convient de les collecter pour éviter des dégâts aux meubles ou au bâti.

## Convecteur eau/eau
En règle générale, l'échange thermique eau/eau est relativement aisé vu l'importante chaleur massique de l'eau qui ne nécessite pas une différence de température très importante.
Dans un chauffe-eau prévu pour être alimenté par un capteur solaire, l'échangeur interne est généralement placé dans une enveloppe afin d'améliorer la stratification de l'eau contenue dans le réservoir.
En effet, la température plutôt modeste issue d'un capteur solaire risque de ne pas produire l'eau chaude à la température souhaitée. Le rôle de cette enveloppe est de rallonger la durée d'échange en l'organisant en passes multiples de bas en haut et à contre-courant afin d'obtenir une température supérieure et donc une différence de densité permettant à l'eau chaude produite de se regrouper au sommet du réservoir.